# Tyrannosauridae
Tyrannosauridae (česky „Tyranosauridi“) je název čeledi středně velkých až obrovských dravých dinosaurů. Patří do podřádu teropodů, tedy dvounohých a vesměs primárně masožravých dinosaurů. Do této čeledi se řadí také populární Tyrannosaurus, největší zástupce skupiny (s délkou až 13 metrů a hmotností kolem 8,5 tuny).

## Význam
Tyranosauridi byli dominantními predátory svých ekosystémů koncem křídového období, kdy se vyskytovali na území dnešní Severní Ameriky a východní Asie. Jejich předkové dosahovali jen skromných rozměrů a byli prokazatelně opeření (např. čínský Dilong). Postupně se však jejich rozměry zvětšovaly a největší zástupci jako Tyrannosaurus a Tarbosaurus patří k vůbec nejmohutnějším známým teropodům. V posledních letech byl učiněn velký pokrok v chápání ekologie, ontogeneze a biomechaniky této skupiny. Jedním z největších současných odborníků na tyranosauridy je například americký paleontolog Thomas Holtz. Tyranosauridi měli poměrně masivní lebku, zpevněnou navíc srostlými nasálními kostmi. U tyranosaura dosahovala nejdelší lebka délky až kolem 150 cm. Síla stisku čelistí u největších tyranosauridů byla enormně velká, podle propočtů se mohla rovnat asi 35 000 až 235 000 newtonů.
Výzkum také ukázal, že v ekosystémech obývaných velkými tyranosauridy byli patrně vytlačeni všichni menší a středně velcí teropodi, jejich evoluční niku přitom zabrali sami tyranosauridi, a to svými juvenilními až subadultními věkovými stadii.
Je dokonce možné, že sám T. rex (který byl pomyslným vývojovým završením evoluce tyranosauridních teropodů) byl invazivním druhem, který v posledním 1,5 milionu let pronikl do Laramidie z východní Asie po dočasně vytvořeném pevninském mostu. V Laramidii se potom značně rozšířil a stal se dominantním predátorem na rozloze tisíců kilometrů.
Tyranosauři byli také velmi početní. Podle vědecké studie z roku 2021 mohlo celkově existovat až 2,5 miliardy jedinců druhu T. rex v průběhu jejich více než 2 miliony roků trvající existence.
Fosilní zuby velkých tyranosauridů byly objeveny také na ruském Dálném Východě (v oblasti povodí řeky Amur), nedaleko čínských hranic. Zatím neznámé a formálně nepopsané druhy obřích tyranosauridů tu existovaly v období pozdního maastrichtu, asi před 69 až 66 miliony let (tedy na úplném konci druhohorní éry).

## Taxonomie
Tyranosauridi spadají do podčeledi Tyrannosauroidea a dle novějšího řazení také do kladů Pantyrannosauria a Eutyrannosauria. Běžně je do čeledi tyranosauridů řazeno až 14 rodů dravých dinosaurů (nové jsou průběžně popisovány), podle některých vědců sem však spadají pouhé 3 vědecky platné rody. Čeleď se dále obvykle dělí na dvě podčeledi, vývojově primitivnější Albertosaurinae a vývojově vyspělejší Tyrannosaurinae.

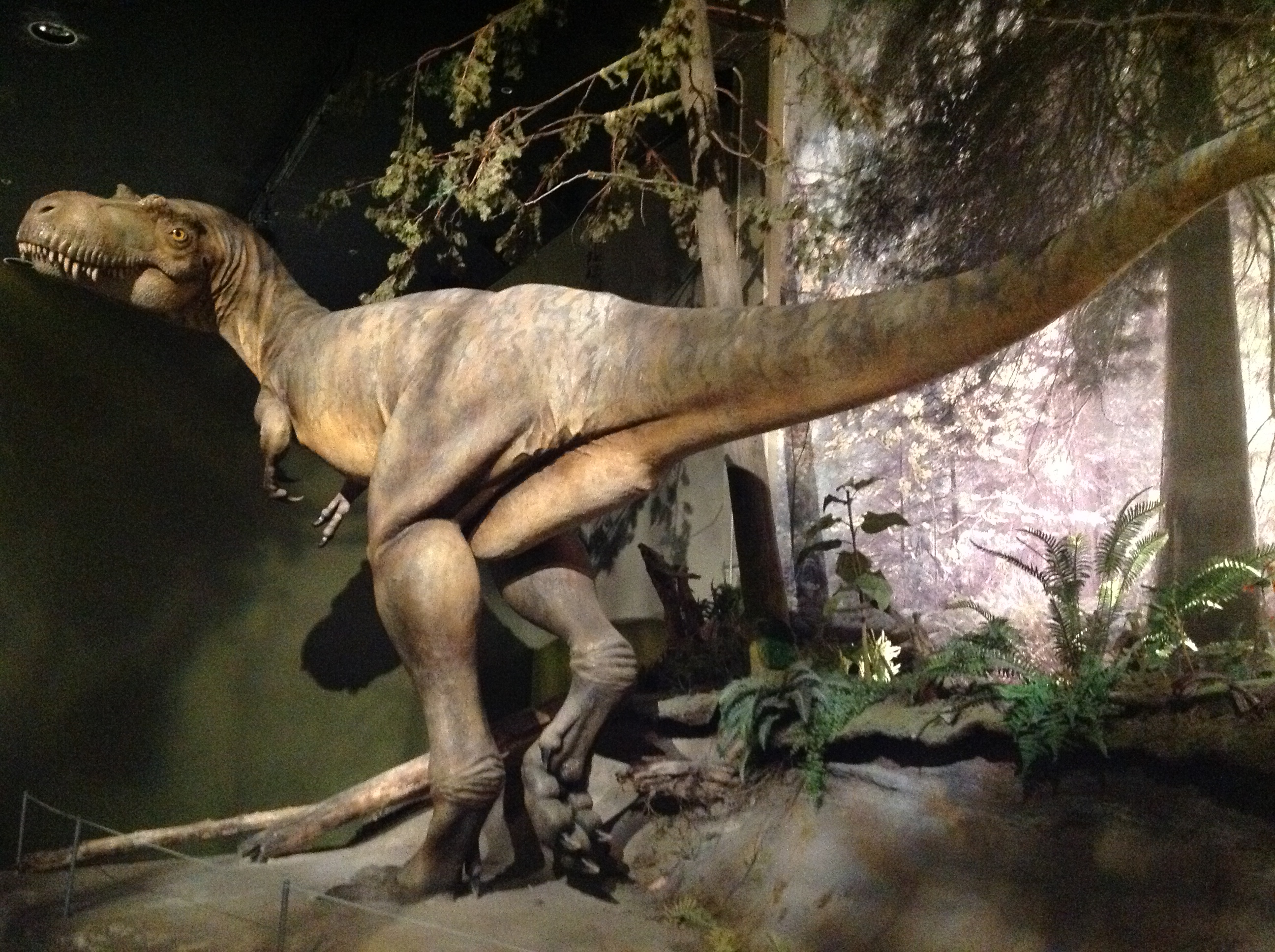
Model albertosaura, zástupce čeledi.

 Rozšíření těchto teropodů spadá do severních kontinentů někdejší super-pevniny Laurasie, především tedy do Severní Ameriky (Laramidie a Appalačie) a do východní Asie (zejména současná Čína, Mongolsko, Thajsko a Japonsko). Množství fosilních nálezů dentice tyranosauridů naznačuje jejich větší geografické rozšíření i výraznější druhovou rozmanitost, obvykle však nelze tyto fosilie přesně zařadit.
První praví tyranosauridi zřejmě vznikli někdy před 90 až 85 miliony let z menších severoamerických druhů, podobných taxonům Moros intrepidus a Suskityrannus hazelae, známých z amerických států Utah a Nové Mexiko.
Vývojové vztahy a průběh evoluce u daspletosaura a dalších tyranosauridů je nicméně stále otevřenou otázkou, do značné míry závislou na podobě výzkumu a množství i kvalitě vstupních informací pro fylogenetické analýzy.

## Paleobiologie
Vědecká studie z roku 2009 odhalila, že tyranosauridi možná trpěli onemocněním podobným ptačí trichomonóze. Doklady o tom jsou objevovány v podobě otvorů na spodních čelistech tyranosauridů, pozůstatků jakési dávné infekce patogenními mikroorganismy. V roce 2014 byla publikována vědecká studie, popisující vůbec první známou sérii stop tyranosauridů, objevenou v Britské Kolumbii (Kanada). V roce 2016 pak byla objevena první fosilní série stop, patřící zřejmě mladému jedinci druhu Tyrannosaurus rex, a to v lokalitě Glenrock (Wyoming). Tyranosauridi se také dokázali rychleji a lépe otáčet (a to i v běhu) než ostatní teropodi. Důvodem byl jejich kratší ocas a relativně větší pánevní oblast (kyčelní kosti). Tyranosauridi měli relativně dlouhé nohy a i když v případě obřích druhů nebyli schopni rychlého běhu, dlouhé a silné končetiny z nich dělaly relativně rychlé a výkonné chodce. Dokonce i velcí, několikatunoví tyranosauři pravděpodobně dokázali běhat rychlostí přes 20 km/h. Naopak preferovaná rychlost chůze u dospělého tyranosaura činila jen zhruba 1,28 m/s (4,6 km/h).
Podle vědecké studie, publikované v roce 2009 je možné, že mnozí tyranosauridi trpěli obdobou současné trichomonózy, tedy onemocněním, způsobeným parazitickými prvoky. V současnosti tímto onemocněním trpí měkkozobí a hrabaví ptáci, potažmo dravci, u kterých je způsobeno prvokem bičenkou drůbeží (Trichomonas gallinae). U tyranosaurů, daspletosaurů a albertosaurů bylo toto onemocnění diagnostikováno na základě výrazných lézí (kruhových otvorů) na čelistech. Například u obřího jedince "Sue" byly objeveny kruhové otvory na dolních čelistech, které byly podle některých paleontologů způsobeny infekcí parazitickým prvokem. Podle jiných výzkumů se ale nejednalo o následek infekce, nýbrž o mechanická poranění, způsobená zuby jiného tyranosaura při vnitrodruhových soubojích. Podle této odborné studie, publikované v roce 2022, otvory na lebkách (zejména dolních čelistech) tyranosauridů nebyly způsobeny parazitární infekcí, ale mnohem pravděpodobněji mechanickým poraněním ve formě kousnutí od jiných tyranosauridů. Tomu odpovídá tvar i stavba otvorů ve zmíněných fosilních kostech (zejména báze dolní čelisti).
Největší zástupci této skupiny, vážící několik tun, byli vzhledem k pohybu po dvou nohách (bipedismu) ohroženi pádem a následným těžkým zraněním nebo i smrtí. Při rychlejším běhu by například padající několikatunový Tyrannosaurus čelil riziku nárazu do země o síle tak velké, že by byl pravděpodobně na místě zabit. Tyranosauři byli extrémně silní tvorové. Podle výzkumu z roku 2007 bylo krční svalstvo dospělého tyranosaura dostatečně silné, aby umožnilo tomuto teropodovi držet ve vzduchu břemeno o hmotnosti kolem 1014 kilogramů a vyhodit do pětimetrové výšky kus masa o hmotnosti kolem 50 kilogramů.
Množství fosilních nálezů kostí tyranosauridů také jeví známky po okusu jinými tyranosauridy. Jedná se pravděpodobně o důkaz praktikování kanibalismu těmito obřími predátory. Podobné fosilní doklady již byly zjištěny například u rodů Gorgosaurus, Daspletosaurus nebo Tyrannosaurus. Výzkum původního vzhledu a mohutnosti svaloviny na nohách a v okolí pánve ukázal, že tyranosauridi byli oproti jiným teropodům schopni podstatně rychlejších otáček při běhu v průběhu lovu kořisti. Tyranosauridi útočili na nebezpečnou kořist v podobě dobře „vyzbrojených“ rohatých dinosaurů, což byl nejspíš jeden z důvodů, proč se u nich objevily velmi silné čelistní a krční svaly, masivní hlava a odolné mohutné zuby, schopné drtit i kostní hmotu. Doklady o podobných útocích pocházejí i z unikátně zachovaných fosilních nálezů lebek ceratopsidů se stopami po hojících se kousnutích od velkých tyranosauridů. Tyto hypotézy a představy podporují i časté objevy rýh po kousancích na lebkách tyranosauridů různých druhů i věkových stadií.
Další doklady o kanibalismu u tyranosauridů byly objeveny v Novém Mexiku, a to v sedimentech souvrství Kirtland (člen De-na-zin) a v souvrství Ojo Alamo. Doklady mají podobu rýh na kostech jiných tyranosauridů, které svědčí o tom, že byli po smrti pojídáni dalšími tyranosauridy (pravděpodobně stejného druhu). V některých případech žili velcí tyranosauridi jiných rodů pospolu v jediném ekosystému - tak tomu bylo například v rámci geologického souvrství Dinosaur Park, v jehož sedimentech jsou fosilie zástupců rodů Gorgosaurus a Daspletosaurus nacházeny pospolu po dobu přibližně 500 000 let.
Detailní výzkum paleopatologií na levé lýtkové kosti a dvou ocasních obratlích exempláře "Sue" prokázal, že tento jedinec za svého života trpěl osteomyelitidou (zánětem kostní dřeně). Také další tyranosauridi byli prokazatelně zasaženi různými chorobami svých kostí.
Podle některých dosud nepublikovaných objevů z Mongolska mohli být někteří velcí tyranosauridi (například rod Tarbosaurus) vybaveni jakýmsi hrdelním vakem, vzdáleně podobným vaku současných pelikánů. Funkce takové anatomické struktury není známá a v současnosti jsou přímé fosilní doklady nedostupné (lebka, u níž byly náznaky podobné struktury objeveny, se již rozpadla vlivem eroze). Tyranosauridi měli také nesmírně silný čelistní stisk a zároveň i velmi pevné lebeční kosti, které dokázaly vzniklý tlak při skusu účinně absorbovat.
V roce 2020 byla publikována studie o mozkovně rodu Bistahieversor, zkoumané na základě metod moderní počítačové tomografie. Výzkum ukázal, že celkově se mozkovna tohoto velkého dravce podobala mozkovně pozdějšího druhu T. rex a změny směrem k vývoji vyspělejších tyranosauridů už byly nastoupeny u těchto forem. Některé smysly se u tyranosauridů postupně výrazně zlepšovaly, ať již jde o čich, sluch nebo zrak.
Výzkum publikovaný v létě roku 2019 ukázal, že dorzotemporální oblast lebky tyranosaurů (i jiných teropodů) mohla sloužit jako jakýsi termostat, který udržoval optimální teplotu v okolí mozkovny. Tzv. dorzotemporální okna představovala výrazné otvory v zadní části lebeční klenby. Paleontologové se dlouhou dobu domnívali, že zde byly umístěny přídatné čelistní svaly, nový výzkum aligátorů za pomoci termokamery ale odhalil, že se zde nachází cévní systém, který slouží jako generátor tepla nebo naopak chladu a pomáhá udržovat teplotu hlavy nebo i celého těla. Podobný systém nejspíš fungoval i u teropodních dinosaurů, včetně samotného tyranosaura.
Síla čelistního stisku a spolu s ní i odolnost čelistí a celé lebky proti extrémně velkým tlakům se výrazně zvyšovala u dospívajících tyranosauridů. Výzkum stavby spodní čelisti ukazuje, že tyranosauři měli patrně citlivý senzorický systém na jejich konci. Ten jim umožňoval detailně prozkoumat jakékoliv objekty v dosahu, a to včetně kořisti, mláďat, jiných tyranosaurů, apod. Je možné, že tato funkce, kterou tyranosauři sdílejí se současnými krokodýly a vodními ptáky, umožňovala těmto dinosaurům lépe pečovat o svá mláďata, stavět hnízda nebo lépe a přesněji uchopovat do čelistí předměty. Detailnímu výzkumu byla podrobena i někdejší neurovaskulární tkáň v rostrální část lebky tyranosaurů. Je možné, že tito teropodi preferovali kachnozobé dinosaury (hadrosauridy) jako svoji hlavní kořist.
Oči tyranosauridů byly obecně poměrně velké a u největších zástupců (jako byl T. rex) dosahovala oční bulva v průměru asi 9 až 12 centimetrů (velikost grapefruitu).
Tyranosauridi s hmotností větší než 400 kg byli vybaveni pevnými šlachami v podkolenní části nohou, které stabilizovaly jejich nohy při pohybu. To dokládá, že se jednalo o značně agilní tvory, schopné patrně rychlého pohybu i při výrazných velikostech a hmotnostech.

## Růst a vývoj
Tyranosauridní teropodi rostli velmi rychle, plné velikosti dorůstali zhruba za 15 let. Svůj život začínali vylíhnutím z vajíčka při délce pod 1 metr a hmotnosti několika kilogramů. První potenciální fosilie embryí tyranosauridů byly objeveny v podobě malé čelistní kosti a drápu z nohy v souvrství Two Medicine na území americké Montany a v souvrství Horseshoe Canyon na území kanadské Alberty. Jednalo se o velmi malé exempláře o délce asi 0,7 a 1,0 metru, pravděpodobně dosud nevylíhlá nebo jen krátce vylíhnutá mláďata rodů Albertosaurus, Gorgosaurus nebo Daspletosaurus.
U tyranosauridů se s postupujícím věkem také výrazně zesilovaly nohy a především pak jejich distální části, které jsou v kontaktu s podkladem. Patrně se jednalo o adaptaci umožňující lépe nosit zvyšující se hmotnost rostoucího dinosaura.
Objevy nahromadění fosilií některých druhů (Teratophoneus, Albertosaurus, Daspletosaurus a možná Tarbosaurus) naznačují, že tito tyranosauridi mohli žít pospolu a vytvářet jakési dočasné nebo i trvalé příbuzenské skupiny či lovecké smečky.
Detailní výzkum síly čelistního stisku tyranosauroidů, publikovaný v roce 2023 dokázal, že spolu s rostoucími rozměry se nezávisle ještě více zesilovala schopnost drtivého stisku, jehož vrcholným projevem byly enormně mohutné čelisti druhu Tyrannosaurus rex, schopné drtit i pevnou kostní hmotu jiných velkých obratlovců.
Koncem roku 2023 byla publikována odborná práce o nálezu mláděte gorgosaura (s odhadovaným věkem v době úmrtí činícím 5 až 7 let) se zbytky kořisti v prostoru břišní dutiny - jednalo se o zadní končetiny dvou juvenilních jedinců malého cénagnatidního oviraptorosaura druhu Citipes elegans. Tento objev nasvědčuje možnosti, že tyranosauridi se živili rozdílnou potravou jako mláďata, subadultní jedinci a dospělci. Mladí gorgosauři lovili malou a snadno udolatelnou (i když hbitější) kořist, zatímco mnohem mohutnější dospělci útočili na pomalejší a větší dinosaury. Fosilie přibližně 335 kg vážícího mláděte druhu Gorgosaurus libratus byla objevena v roce 2009 na území parku Dinosaur Provincial Park v kanadské Albertě. Nález tedy pochází ze sedimentů geologického souvrství Dinosaur Park a má stáří přibližně 75,3 milionu let.

## Popsané rody
- Tyrannosaurus – délka až 13 metrů[63]
- Tarbosaurus – 12 metrů[64]
- Zhuchengtyrannus – 12 metrů
- Albertosaurus – 9 metrů (staří jedinci možná přes 10 m)
- Bistahieversor – 9 metrů
- Daspletosaurus – 8–9 metrů[65]
- Gorgosaurus – 8–9 metrů
- Qianzhousaurus – 8–9 metrů
- Dynamoterror – 9 metrů[66]
- Lythronax – 8 metrů
- Thanatotheristes – 8 metrů
- Teratophoneus – přes 6 metrů (možná až 8,6 metru)[67]
- Asiatyrannus - asi 3 až 4 metry, zdaleka nejmenší známý zástupce[68]
- Alioramus – 6 metrů[69]
- Nanuqsaurus – 6 metrů[70]
- Nanotyrannus – 5,5 metru (zřejmě jde o mládě druhu T. rex)[71][72]
- Raptorex – dospělá velikost neznámá, může jít o mládě druhu T. bataar[73]

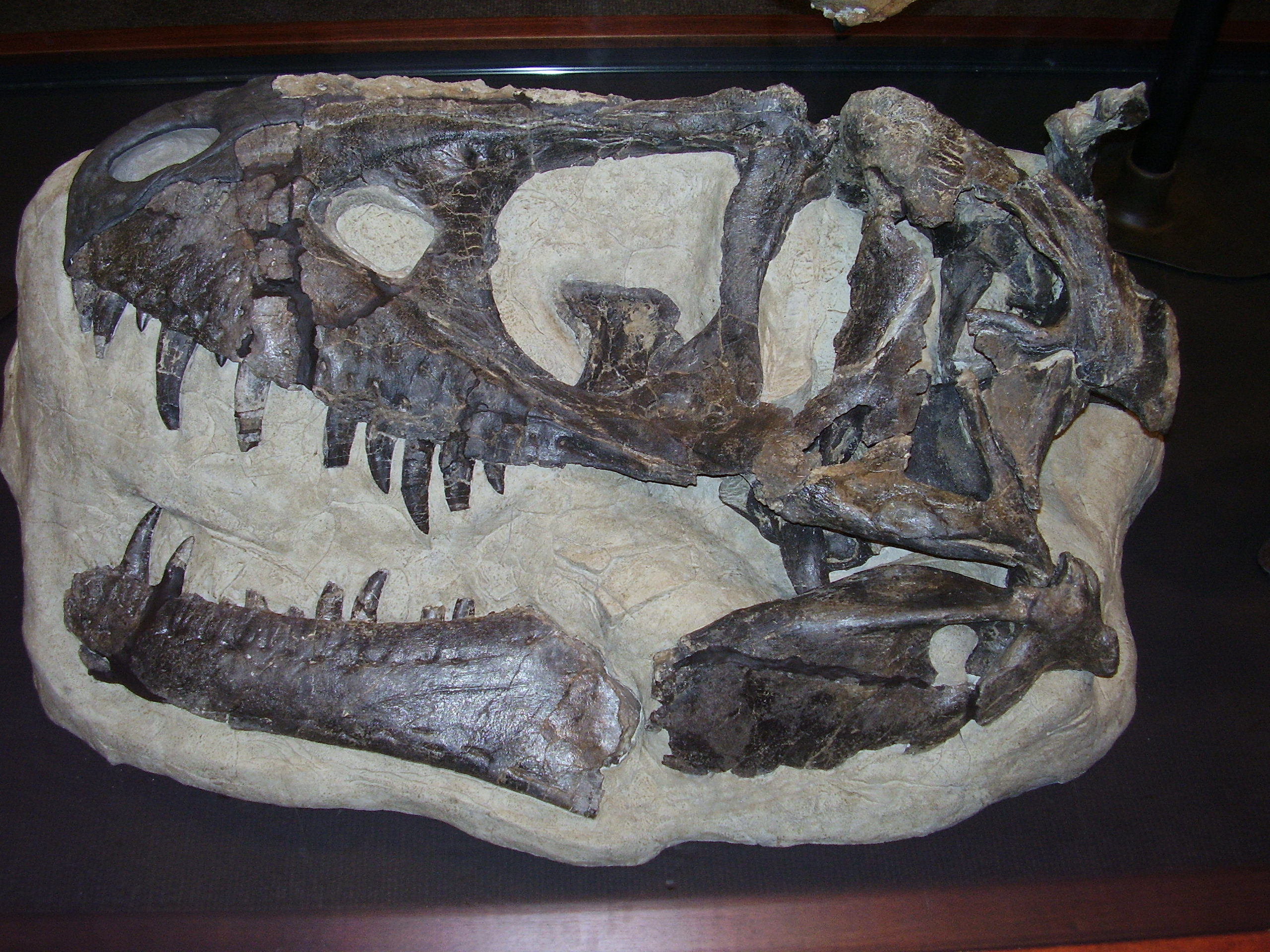
Lebka druhu Daspletosaurus horneri, zástupce čeledi.

## Validita taxonu
Ačkoliv název čeledi Tyrannosauridae je běžně používán a nehrozí jeho zapomenutí nebo nahrazení jiným názvem, v roce 2020 byl podán návrh k jeho konzervaci v rámci ICZN (Mezinárodní komise pro zoologickou nomenklaturu). Na konci roku 2024 byl taxon Tyrannosauridae (stanovený poprvé formálně roku 1906) skutečně zakonzervován a nyní má prioritu před staršími (ale takřka nepoužívanými) synonymy Deinodontidae (1866) a Dryptosauridae (1890).

### Česká literatura
- Socha, V. (2019). Legenda jménem Tyrannosaurus rex. Pavel Mervart, ISBN 978-80-7465-369-8.